# Alina Nour
Alina Nour (n. 8 noiembrie 1953) este pseudonimul literar al lui Vontzros Alina, scriitoare română de literatură pentru tineret și science-fiction.

## Lucrări
- 1984: Un mister cu stafide
- 1991: Un extraterestru în pijama, roman SF, umoristic, Editura Junimea, coperta și ilustrațiile: Alina Nour, ISBN: 973-37-0098-3.
- 1991: Un mafiot sub canapea, Editura Cariatiade.
- 1987: Extratereștrii de buzunar, Editura Ion Creangă.
- 1982: O corabie printre nori, miniroman, Editura Junimea, 96 p.
- Firul magic al Șeherezadei,  versuri.